# In Your Room (chanson)
Pour l'album du groupe Agua de Annique, voir In Your Room.
Singles de Depeche Mode
Condemnation
(1993) Barrel of a Gun
(1997)
Pistes de Songs of Faith and Devotion
Judas
(5) Get Right with Me
(7)
In Your Room est le quatrième et dernier single de Depeche Mode issu de l'album Songs of Faith and Devotion, et en tout le 30e single qui est sorti le 10 janvier 1994. Il a atteint la 8e place du UK Singles Chart, et la 10e place du Top 50 en France.

## Détails
La version commune du single In Your Room, le Zephyr Mix est radicalement différente de la version proposée sur l'album. La musique a été revue par Butch Vig, producteur de l'album Nevermind de Nirvana. D'autres remixes single officiels incluent Apex Mix, produit par Brian Eno, qui se rapproche plus de la version album, et le Jeep Rock Mix de Johnny Dollar qui apparaît sur Remixes 81–04.
Pendant les concerts en 1993 et début 1994, la version album était jouée. À partir de la tournée 1998 Singles Tour, c'est la version Zephyr Mix de la chanson qui a été à la place jouée. Cependant, lors du Tour of the Universe, un mix des deux est joué sur scène.
En 2003, le groupe de Fallon Bowman, Amphibious Assault, a repris la chanson pour leur premier LP District Six.
La chanson traite de l'amour passionnel dans un couple, de la sensualité, de l'érotisme. Elle se porte aussi bien pour la description de Dave Gahan à l'époque qui passait des journées à s'isoler dans sa chambre et être dans sa bulle.

## Clip musical
Le clip musical de "In Your Room" (utilisant le Zephyr mix) a été réalisé par Anton Corbijn et comprend des références aux clips "Strangelove" (un mannequin pose en sous-vêtements), "I Feel You" (une femme est habillée en Dave Gahan, portant un costard, des lunettes de soleil, et une perruque), "Walking in My Shoes" (le costume d'oiseau), "Halo" (les gens portant un costume de clown), "Enjoy the Silence" (Dave Gahan habillé en Roi, tenant la chaise pliante tout en marchant sur la route), "Personal Jesus" (les membres du groupe portant des chapeaux de cow-boy), et "Condemnation" (la robe blanche que la fille porte dessus). Corbijn décrit le clip comme une rétrospective du travail qu'il a accompli avec Depeche Mode.
Le clip comprend Alexandra Kummer, qui est parfois partiellement dénudée. À cause de la nudité partielle et de scènes de bondage, le clip n'était diffusé qu'après les prime time sur MTV aux US. C'est pour cette raison en partie que le single n'a pas rencontré de succès en Amérique.
C'est le tout dernier single de Alan Wilder comme membre du groupe, et donc le dernier clip dans lequel il apparaît.

## Liste des chansons
- Toutes les chansons sont écrites par Martin L. Gore.

| Vinyle 12"Mute / 12Bong24 : 1. "In Your Room (Zephyr Mix)" - 4:52 (remixé par Butch Vig, guitares additionnelles de Doug Erikson) 2. "In Your Room (Apex Mix)" - 6:45 (remixé par Brian Eno et Markus Dravs) 3. "In Your Room (The Jeep Rock Mix)" - 6:19 (remixé par Johnny Dollar et Portishead) 4. "Higher Love (Adrenaline Mix)" - 7:49 (remixé par François Kevorkian et Goh Hotoda) 5. "In Your Room (Extended Zephyr Mix)" - 6:43 Vinyle 12"Mute / L12Bong24 : 1. "In Your Room (Live)" - 6:52 2. "Policy of Truth (Live)" - 5:08 3. "World in My Eyes (Live)" - 6:16 4. "Fly on the Windscreen (Live)" - 5:20 5. "Never Let Me Down Again (Live)" - 5:01 6. "Death's Door (Live)" - 2:45 CDMute / CDBong24 : 1. "In Your Room (Zephyr Mix)" - 4:52 2. "In Your Room (Extended Zephyr Mix)" - 6:43 3. "Never Let Me Down Again (Live)" - 5:01 4. "Death's Door (Live)" - 2:45 - Ce CD est la version single de 1994, contenant trois CD singles séparés. Celui-ci était vendu avec une boîte pour pouvoir contenir les deux autres CD. CDMute / LCDBong24 : 1. "In Your Room (Live)" - 6:52 2. "Policy of Truth (Live)" - 5:08 3. "World in My Eyes (Live)" - 6:16 4. "Fly on the Windscreen (Live)" - 5:20 CDMute / XLCDBong24 : 1. "In Your Room (The Jeep Rock Mix)" - 6:19 2. "In Your Room (Apex Mix)" - 6:45 3. "Higher Love (Adrenaline Mix)" - 7:49 Promo Vinyle 12"Mute / P12Bong24 : 1. "In Your Room (The Jeep Rock Mix)" - 6:19 2. "Higher Love (Adrenaline Mix)" - 7:49 3. "In Your Room (Extended Zephyr Mix)" - 6:43 | CDMute / CDBong24X : 1. "In Your Room (Zephyr Mix)" - 4:52 2. "Higher Love (Adrenaline Mix Edit)" - 4:48 3. "In Your Room (Apex Mix)" - 6:45 4. "In Your Room (The Jeep Rock Mix)" - 6:19 5. "Higher Love (Adrenaline Mix)" - 7:49 6. "In Your Room (Extended Zephyr Mix)" - 6:43 7. "In Your Room (Live)" - 6:52 8. "Policy of Truth (Live)" - 5:08 9. "World in My Eyes (Live)" - 6:16 10. "Fly on the Windscreen (Live)" - 5:20 11. "Never Let Me Down Again (Live)" - 5:01 12. "Death's Door (Live)" - 2:45 - Ce CD est la ressortie de 2004. Vinyle 12"Sire/Reprise / 41362-0 : 1. "In Your Room (Extended Zephyr Mix)" - 6:43 2. "In Your Room (Apex Mix)" - 6:45 3. "In Your Room (The Jeep Rock Mix)" - 6:19 4. "Higher Love (Adrenaline Mix)" - 7:49 CDSire/Reprise / 9 41362-2 : 1. "In Your Room (Zephyr Mix)" - 4:52 2. "In Your Room (Extended Zephyr Mix)" - 6:45 3. "Higher Love (Adrenaline Mix)" - 7:49 4. "In Your Room (The Jeep Rock Mix)" - 6:20 5. "Policy of Truth (Live)" - 5:07 6. "In Your Room (Apex Mix)" - 6:44 7. "In Your Room (Live)" - 6:52 |

- Toutes les chansons live ont été enregistrées à Liévin en France le 29 juillet 1993.

## Classements
| Pays        | Meilleure position |
| ----------- | ------------------ |
| Allemagne   | 24                 |
| Australie   | 40                 |
| France      | 10                 |
| Irlande     | 15                 |
| Royaume-Uni | 8                  |
| Suède       | 2                  |
| Suisse      | 14                 |